# Crucis
Crucis fue una banda argentina de rock progresivo formada en el año 1974 en Buenos Aires. Es considerada como una de las bandas pioneras y más prominentes del rock progresivo en español. 

## Historia
Los antecedentes de Crucis vienen de 1972 con una banda que se llamó Consiguiendo Vida formada por Pino Marrone, Gustavo Montesano, José Luis Fernández, Gustavo Fiora, Lalo Escaray y Guillermo Conte. Crucis fue formada en agosto de 1974 por Gustavo Montesano (guitarra y voz), José Luis Fernández (bajo), Daniel Frenkel (batería) y Daniel Oil (teclados). Cuando Fernández dejó la banda para unirse a La Máquina de Hacer Pájaros, Montesano pasó al bajo. Luego Marrone y Kerpel se les unieron. En 1975 Daniel Frenkel dejó el grupo y el músico uruguayo Gonzalo Farrugia (quién venía de tocar en la banda Psiglo) lo reemplazó. Según una entrevista, Gustavo Montesano y Pino Marrone se encontraron con Farrugia en un colectivo y de ahí tomaron contacto para finalmente sumarlo al grupo. 
Editaron dos álbumes, Crucis en 1976 y Los Delirios del Mariscal en 1977.
El primer disco fue producido artísticamente por Charly García (tras la separación de Sui Generis) quien se ofreció después de asistir al Teatro Astral para comprobar la performance de la banda de la que tanto se estaba hablando. En cuanto al segundo disco, momento en que Fernández se había ido para unirse a La Máquina de Hacer Pájaros, lo mezclaron en Nueva York, donde realizaron giras por Estados Unidos, dejando impresionado al público que iba a verlos y escucharlos. Poco después de haber lanzado este disco y de regreso a la Argentina, se conoce la imprevista noticia que se separan por conflictos personales entre ellos.
Los cuatro integrantes de esta banda tenían una gran técnica y calidad musical única. Por los años en que ellos tocaron lograron un gran sonido de estudio. Tuvieron producción en los Estados Unidos, algo impensado para un grupo hispanoamericano de aquella época. Sin embargo, en 1977 la agrupación se disuelve.

## Reunión
En el año 2004 en un tributo a Crucis a cargo de la banda Pulso se reunieron, luego de treinta años, Gustavo Montesano y Gonzalo Farrugia. De ese reencuentro nació la idea de reunir a la banda y organizar una gira, hecho que llevarían a cabo sin Marrone ni Kerpel quienes descartaron la idea de una posible reunión.
Si bien el proyecto no carecía de apoyo promocional de parte de las compañías discográficas, no se pudo concretar debido a desacuerdos económicos y comerciales. En el año 2009 el baterista uruguayo Gonzalo Farrugia falleció, lo que dejó sin la posibilidad de volver a ver a la banda completamente en actividad.

## Discografía
- Crucis (1976)
- Los Delirios del Mariscal (1977)
- Cronología (2000) (compilado)
- En vivo enero 1977 (2017) (no oficial, de edición limitada, fuera de la Argentina)